# آنفلوانزای اسپانیایی: کشته‌های فراموش‌شده
آنفلوانزای اسپانیایی: کشته‌های فراموش شده (انگلیسی: Spanish Flu: The Forgotten Fallen) نام یک فیلم درام تلویزیونی و محصول سال ۲۰۰۹ کشور بریتانیا می‌باشد.

## موضوع فیلم
این فیلم به موضوع همه‌گیری ۱۹۱۸ آنفلوانزای اسپانیایی می‌پردازد.